# Hinzenburg

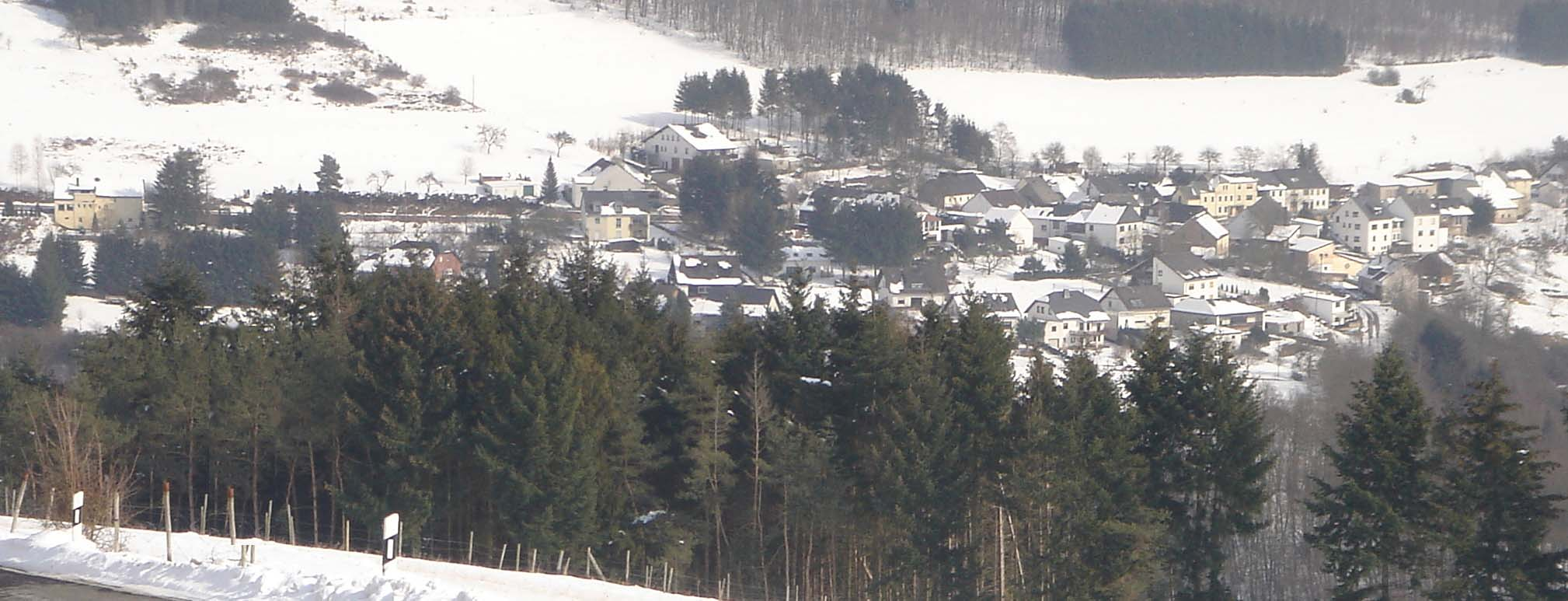
Hinzenburg im Winter

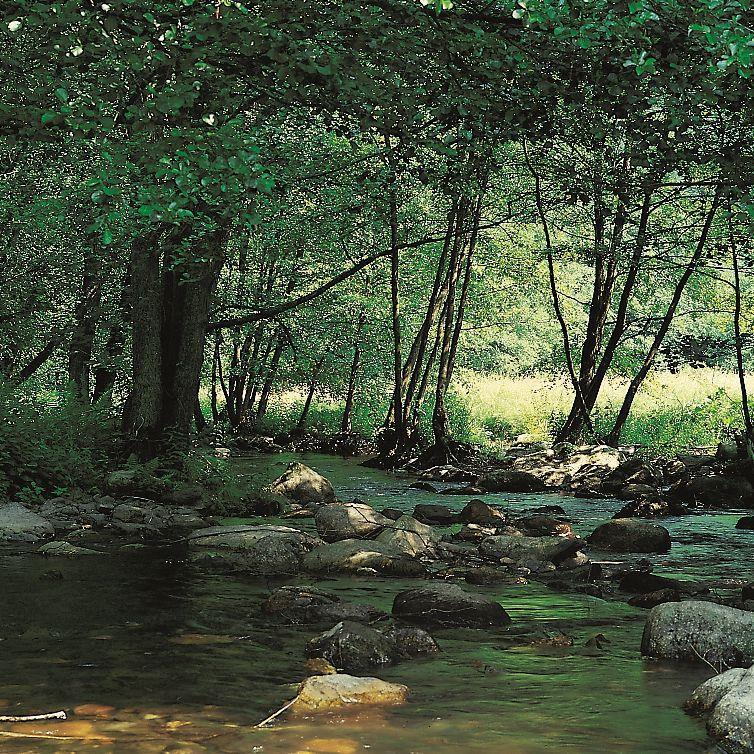
Fluss Ruwer bei Hinzenburg

Hinzenburg (moselfränkisch: Henzebürch) an der Ruwer ist eine Ortsgemeinde im Landkreis Trier-Saarburg in Rheinland-Pfalz. Sie gehört der Verbandsgemeinde Ruwer an, die ihren Verwaltungssitz in Waldrach hat.

## Geographie
Hinzenburg liegt im oberen Ruwertal. Zur Gemeinde gehört auch die Hinzenburgermühle.

## Geschichte
Erstmals urkundliche Erwähnung findet der Ort 1276 als Heynzinberch und später auch als Henzenberg. Knapp 200 Jahre später 1466 besaß der Erzbischof von Trier die oberste Gerichtsbarkeit über die Menschen und Einrichtungen.
Der Ort gehörte bis zum Ende des 18. Jahrhunderts zum kurtrierischen Amt Pfalzel. Nach der Inbesitznahme des Linken Rheinufers durch französische Revolutionstruppen gehörte der Ort von 1798 bis 1814 zum Kanton Konz im Saardepartement und kam 1815 aufgrund der auf dem Wiener Kongress getroffenen Vereinbarungen zum Königreich Preußen. Im Jahr 1816 wurde die Gemeinde dem Landkreis Trier zugeordnet und gehörte von 1822 an zur Rheinprovinz.
Bis zum 7. November 1970 gehörte Hinzenburg noch zur Verbandsgemeinde Kell und wurde dann der Verbandsgemeinde Ruwer zugeordnet.
Bevölkerungsentwicklung
Die Entwicklung der Einwohnerzahl von Hinzenburg, die Werte von 1871 bis 1987 beruhen auf Volkszählungen:
| Jahr | Einwohner |
| ---- | --------- |
| 1815 | 82        |
| 1835 | 137       |
| 1871 | 131       |
| 1905 | 104       |
| 1939 | 144       |
| 1950 | 163       |
| 1961 | 134       |

| Jahr | Einwohner |
| ---- | --------- |
| 1970 | 155       |
| 1987 | 159       |
| 1997 | 169       |
| 2005 | 132       |
| 2011 | 136       |
| 2017 | 144       |
| 2023 | 137       |

## Politik

### Gemeinderat
Der Ortsgemeinderat in Hinzenburg besteht aus sechs Ratsmitgliedern, die bei der Kommunalwahl am 9. Juni 2024 in einer Mehrheitswahl gewählt wurden, und dem ehrenamtlichen Ortsbürgermeister als Vorsitzendem.

### Ortsbürgermeister
Christian Rausch wurde am 17. Juli 2024 Ortsbürgermeister von Hinzenburg. Da bei der Direktwahl am 9. Juni 2024 kein Wahlvorschlag eingereicht wurde, oblag die Neuwahl des Bürgermeisters gemäß rheinland-pfälzischer Gemeindeordnung dem Rat, der sich auf seiner konstituierenden Sitzung einstimmig für Christian Rausch entschied.
Rauschs Vorgänger waren Werner Scherf (Amtszeit 2004 bis 2024) und Bruno Hamm (1989 bis 2004).

### Wappen
| Wappen von Hinzenburg | Blasonierung: „Im silbernen Schild eine rote Spitze, darin ein silbernes Buch mit goldenem Eckenschutz und roter Einbandfläche mit silbernem Kreuz.“                                                                                           |
| Wappen von Hinzenburg | Wappenbegründung: Die Farben des Wappens sollen auf die ehemalige Zugehörigkeit zu Kurtrier hinweisen. Der Berg deutet den ehemaligen Namensteil von Henzenberg an und das Buch symbolisiert das Merkmal der Patronin des Ortes St. Magdalena. |

## Vereine und Veranstaltungen
Das 2003 errichtete Gemeindehaus birgt Platz für Vereine und Veranstaltungen. Es wurde in zweijähriger Bauzeit hauptsächlich seitens der Dorfbewohner erbaut.
Seit 1966 findet alljährlich zwischen den Gemeinden Bonerath, Holzerath, Hinzenburg, Ollmuth und Schöndorf (alle zur Pfarrei Schöndorf zählend) ein Fußballturnier um den Pfarrgemeindepokal statt. Die Kirchweih findet im Juli statt.

## Sehenswertes
- Die der Hl. Magdalena geweihte Kapelle stammt aus dem Jahr 1772. Sie wurde von den Einwohnern selbst errichtet. Der Altar stammt aus dem 18. Jahrhundert.
- Die Kapelle der 14 Nothelfer wurde 1885 errichtet.
- Die Kapelle zur schmerzhaften Mutter Gottes stammt von 1870 und beherbergt ein Gemälde Jesus mit den schlafenden Jüngern Petrus, Johannes und Jakobus am Ölberg von Herrn Josef Theis aus Holzerath.
- Das helle Sandsteinkreuz an der Ruwerbrücke von 1862 ist ein privat errichtetes Dankeskreuz.
- Siehe auch: Liste der Kulturdenkmäler in Hinzenburg und Liste der Naturdenkmale in Hinzenburg

## Öffentliche Einrichtungen
Die Freiwillige Feuerwehr Hinzenburg feierte 2013 das 60-jährige Bestehen.

## Verkehr
Hinzenburg liegt an der Landesstraße 143 zwischen Pluwigerhammer und Heddert. Im Tal zwischen Hinzenburg und Ollmuth lag einst ein Haltepunkt an der Hochwaldbahn, auf deren Trasse heute der Ruwer-Hochwald-Radweg verläuft.